# Primer Feliks Langus ali Kako ujeti svobodo
Primer Feliks Langus ali Kako ujeti svobodo je slovenski črnokomični TV film iz leta 1991.
Marcel Štefančič trdi, da film ni prišel v kino zaradi političnih razlogov. Poleg avtorske glasbe se v filmu pojavijo skladbe skupine Agropop.

### Zgodba
Pacient umobolnice in psiholog Konrad Zdravič, ki bi moral jemati tablete dvakrat na dan, Ankici Kos med izdelovanjem gobelina pripoveduje o pacientu iz svojega podjetja, Feliksu Langusu.   
Tovornjakar Feliks gre na kavo v neki lokal in med gledanjem poročil o konfliktih po svetu se mu začne mešati. Zdravič tega ne jemlje resno in meni, da je utrujen. Ob 40. obletnici podjetja Feliks dobi diplomo z nageljnom za 1.000.000 prevoženih km. Najprej le stoji tam, nato ga popade nori smeh in prisotnim se to še zdi zabavno. Doživi napad in nanj zlijejo vedro vode, nato pa ga pospremijo ven.   
Tri dni po podelitvi v domači kuhinji ob poslušanju slabih gospodarskih novic vrže skodelico v radio in ga uniči ter se spre z ženo, ki ga želi opravičiti v službi. Ob predaji tovora Feliks na potni nalog nariše kljukasti križ in govori nesmisle. Direktor zaradi tega k sebi pokliče k sebi Zdraviča, ki se boji, da mu je tajnica ščvekala pijane žaljivke s sindikalne zabave. Že vnaprej hoče pojasniti zadevo, zato direktorju ni jasno, o čem govori. Nadrejeni ga ustavijo in mu pokažejo Feliksov kljukasti križ ter ga obtožijo malomarnosti.   
Feliks med vožnjo na radiu zasliši srbsko verzijo šoferske polke Avsenikov. Napovedovalka Nataša Dolenc med radijskimi novicami govori z njim in se razglasi za pripadnico vetrnice, kakor Feliks pravi kljukastemu križu. Pove mu še, da sovražniki zmagujejo in da bo treba ukrepati. Feliks se razburi in hitro spelje. Zdravič odhiti k Feliksovi ženi v Ljubljansko opero, kjer ima vajo z zborom ter ji pove, kaj se je zgodilo. Žena se razburi, ker noče verjeti, da je nor. Na psihologovo prošnjo po izjavi mu odgovori, da je Feliks le živčen zaradi krivic ter da ga podpira. Obljubi mu izjavo. Feliks med vožnjo vidi srbske četnike in tablo Logatca v cirilici. Ustavita ga miličnika, ob čemer skoči iz tovornjaka in vpije, naj gredo nazaj. Miličniku razburjeno razlaga svoje blodnje o tem, da korakajo v Ljubljano, zato ga odpeljejo v psihiatrično bolnico, kjer vidi, kako ga pozdravljajo z zastavicami.   
Začne se ukvarjati s slikanjem, na fasado umobolnice pa večkrat napleska »vetrnico«. Tamkajšnji psihiater Pinter ga opozori, da ga žena hoče domov ter da se bo moral bolj potruditi. Langus mu pove, da to ni kljukast križ, saj se suče v levo, in da le posluša navodila od zgoraj ter da mora rešiti domovino pred satanskimi politiki in njihovimi podaniki. Pove mu še, da je vetrnica nevidna kosa, ki ubija zlo. Zavrne psihiatrovo prošnjo po drugačnem simbolu. Pinter popusti in mu napiše odpustnico ter ga opozori, naj ga ob glasovih raje pokliče in ne pleza več na streho. Feliksova žena je optimistična. Dajo ga k fotokopircu. Zdravič mu pove, da med jemanjem zdravil ne more za volan. Feliks mu še kar zastavlja isto vprašanje o vožnji. Zdravič mu pove, da bo, ga potreplja in odide. Žena na železniški postaji pričaka Feliksovo mamo. Feliks gre iz službe in mimo njega se pripelje tovornjakar, ki ga zafrkava z vetrnico in izzove njegovo jezo. Zdravič prihiti za njim, da bi ga umiril.   
Zdravič se opraviči Kosovi, da mora na stranišče in medicinska sestra se ustraši. Ko vidi, da je vse v redu, gre nazaj. Zdravič na skrivaj kadi. Sestra opozori Kosovo, da ima Zdravič čez pol ure počitek in šele takrat Kosova ugotovi, da je njihov pacient. Pri njih se zdravi zaradi poskusa samomora. Zdravič nadaljuje z zgodbo, Kosova pa se pretvarja, da ničesar ne ve.  
Feliksova žena gre na gostovanje v Italijo in Feliks ostane sam z mamo, ter igra pikado na skupku portretov svetovnih voditeljev. Cilja na Kardelja, mama pa ga spodbuja, naj si da duška. Pritožuje se nad sinovim jemanjem zdravil in ga primerja s pokojnim očetom tabletomanom. Všeč ji je, da se izživlja nad Kardeljem in Titom, ter mu obljubi, da bo s čaji vse pozdravil. Feliks ji začne govoriti, da so mu v jutranjih poročilih osebno povedali, da naokoli hodijo s krvavimi noži. Ko mu predlaga skupno življenje v Kamniku, se Feliks razburi zaradi agentov. Mama pobesni in mu zagrozi z odhodom.   
Zdravič Kosovi izrazi ogorčenje nad Feliksovo mamo.    
Feliksu se zaradi opustitve zdravil začne slabšati. Ob obisku trafike doživi zlom in vidi le časopise v cirilici. Vpraša trafikantko, kje je Delo in zdi se mu, da je zaklela v srbščini s popačenim glasom. Začne uničevati časopise in dekle mu skuša to preprečiti. V službi s turbanom na glavi sloni na odprtem fotokopircu, ki dela v prazno in ob prihodu sodelavcev se poliva po glavi, nato pa vanju vrže steklenico. Odhitita k Zdraviču, pri katerem je direktor. Skupaj gredo k njemu, vpije na njih in zopet vrže steklenico, nato pa se zaklene in z deskami zabije vrata. Na velik kos blaga napleska »vetrnico« in si mrmra slovensko himno, ter znamenje obesi skozi okno. Vrže kup fotokopij norega sporočila. Po bolničarjih pokličejo še gasilce, ki jih obmetava s papirjem in zmerja z izdajalci. Psiholog zasliši risanko in reče gasilcu, naj neha razbijati vrata, nato pa prosi Feliksa, da pride ven. Pove mu še, da so pregnali sovražnike. Mama na gasilski lestvi ga nagovori in ozmerja jo, da so jo podkupili. Gasilci nadaljujejo z razbijanjem vrat. Vdrejo in Feliks se vrže skozi okno in pade na blazino. Gasilci in bolničarji zgrabijo razburjenega Zdraviča. Množica proslavlja srečno reševanje.    
Kosova konča z intervjujem, Feliks s turbanom na glavi in oblečen v zdravnika pa ju posluša na vratih. Oklofuta Zdraviča in ga preganja po hodniku. Vržeta se z balkona v prazno in postaneta angela. Med oblaki občudujeta hrib sv. Jakoba nad Katarino.   

## Kritike
Za Vesno Marinčič je bil ta izdelek trojice Cavazza, Tomašič in Pervanje še boljši od njihovega prejšnjega filma, Trinajstice. Všeč ji je bilo, da Cavazze TV drame niso zatolkle, ampak jih je uporabil v svoj prid. Njegov lik je primerjala s Francijem Zavrlom, ki je postal pacient umobolnice, da bi lahko prek dopisnice Politike ekspres sproti obveščal javnost. V Feliksovi norosti je videla edini način, da je lahko povedal, kaj si misli, ne da bi tvegal označevanje z nacionalistom in separatistom. Norčevanje iz napada na lastno deželo se ji ni zdelo tipično slovensko in tovrstni humor je videla bolj doma v južnejših krajih.
V prispevku za Sobotno prilogo je Marinčičeva napisala, da je Yutel dan po premieri filma objavil mnenje slovenskega psihiatra, da so bili Slovenci prej nori zaradi ljubezenskih in drugih čustvenih težav, zdaj pa zaradi politike. Zmotilo jo je, da odgovorni ne razumejo velike vrednosti tega filma in raje ponavljajo slabe stvaritve, kot je Ljubezen po kranjsko. Omenila je vrhunce obravnave norosti v tuji in domači umetnosti (Let nad kukavičjim gnezdom, Veliki briljantni valček in Nori malar) in se čudila dejstvu, da je bil Feliks Langus napisan pred dvema letoma ali več, sa se ni zavedala, da je situacija tako slaba. Psihiater Jože Lokar ji je povedal, da je Cavazza zelo dobro odigral paranoidno-halucinatorno psihozo, ki jo ima med 0,5 in 1 odstotkom prebivalcev, zaradi česar po njenem torej ne predstavlja tipičnega Slovenca, je pa tipičen Slovenec in Jugoslovan (ne pa tudi Rom) v svojih občutkih negotovosti, brezizhodnosti, brezperspektivnosti in nemoči. Za Langusovska je označila poročila, ki najprej govorijo o barikadah in Babićevih policistih v vojni na Hrvaškem, pri vremenu pa omenijo dobro prevoznost cest, ki jo moti le dež, namero Nemčije, da ukine pravico svojih državljanov, da ne sodelujejo v Zalivski vojni ter prikrojevanje poročil o sojenju v aferi Špegelj glede na interese oblastnikov. Languse je videla tudi v politikih, ki dobivajo znamenja od zgoraj in zato dajejo videz, da so vse niti v njihovih rokah.
Vid Šteh je film označil za spregledan slovenski filmski biser, ki izvablja smeh s Cavazzovo virtuozno igro in je napoved poslabšanja mentalnega stanja slovenske države na Langusovo raven.

## Zasedba
| - Boris Cavazza: tovornjakar Feliks Langus - Vlado Novak: službeni psiholog Konrad Zdravič - Barbara Lapajne: Ankica Kos - Silva Čušin: Greta, Feliksova žena - Danko Ljuština: sodelavec | - Marko Okorn: direktor avtoprevoznega podjetja - Marijana Brecelj: tajnica - Aleš Valič: psihiater Pinter - Borut Veselko: bolničar - Vojko Zidar: pacient | - Majda Potokar: Feliksova mama - Roman Končar: tovornjakar - Violeta Tomić: medicinska sestra - Vesna Jevnikar: trafikantka - Nataša Ralijan: sodelavka | - Gojmir Lešnjak: sodelavec - Dare Valič: vodja gasilcev - Dario Varga: gasilec - Bojan Emeršič: gasilec |

## Ekipa
| - dramaturgija: Marjan Brezovar - fotografija: Jure Pervanje - glasba: Petar Ugrin - montaža: Ana Zupančič - scenografija: Belica Škerlak - kostumografija: Jerneja Jambrek - maska: Zoran Lemajič in Nada Brvar | - oblikovanje špice: Boris Benčič - grafično oblikovanje: Andrej Novak in Marjan Pal - risanke: Zvonko Čoh in Milan Erič - trik: Rasto Novaković - orožar: Marjan Bernjak - kaskaderja: Dušan Šandok in Aleš Primčič - masovke: Peter Zobec |